# Jan Raszka (lekkoatleta)
Jan Raszka (ur. 24 lutego 1951 w Zabrzu) – polski lekkoatleta chodziarz.

## Kariera sportowa
W 1973 roku zajął 2. miejsce na mistrzostwach Polski seniorów w chodzie na 20 km na zawodach rozegranych w Warszawie. W 1981 roku zdobył brązowy medal na dystansie 10 000 m w halowych mistrzostwach Polski rozegranych w Zabrzu.
W 1984 zdobył także srebrny medal na nieoficjalnych mistrzostwach Polski na długim dystansie rozgrywanych w Pucku na 30 km.
Reprezentował Polskę na arenie międzynarodowej – w 1973 w Lugano wystąpił w zawodach pucharu świata w chodzie sportowym na dystansie 20 km, gdzie zajął 25. miejsce. Występował też w międzypaństwowych meczach lekkoatletycznych: w 1974 ze Szwecją na dystansie 20 km i w 1976 ze Szwecją i Finlandią, również na 20 km.
W czasie swojej kariery należał do klubu lekkoatletycznego Górnika Zabrze.

## Osiągnięcia

### Seniorzy – krajowe
| Rok  | Impreza                            | Miejsce  | Konkurencja     | Pozycja    | Wynik     |
| ---- | ---------------------------------- | -------- | --------------- | ---------- | --------- |
| 1973 | Mistrzostwa Polski seniorów        | Warszawa | chód na 20 km   | 2. miejsce | 1:36:59,8 |
| 1981 | Halowe mistrzostwa Polski seniorów | Zabrze   | chód na 10000 m | 3. miejsce | 47.32,9   |